# Afromelanichneumon russulus
Afromelanichneumon russulus är en stekelart som först beskrevs av Tosquinet 1896.  Afromelanichneumon russulus ingår i släktet Afromelanichneumon och familjen brokparasitsteklar. Inga underarter finns listade i Catalogue of Life.